# Wahlen 1974
◄◄ | ◄ | 1970 | 1971 | 1972 | 1973 | Wahlen 1974 | 1975 | 1976 | 1977 | 1978 | ► | ►►

Weitere Ereignisse
Die Liste der Wahlen 1974 umfasst Parlamentswahlen, Präsidentschaftswahlen, Referenden und sonstige Abstimmungen auf nationaler und subnationaler Ebene, die im Jahr 1974 weltweit abgehalten wurden.

## Termine
| Land                             | Datum               | Link zur Wahl 1974                                   | Link zur vorigen Wahl | Bemerkungen                                                                                                |
| -------------------------------- | ------------------- | ---------------------------------------------------- | --------------------- | --- |
| Costa Rica                       | 3. Februar          | Parlamentswahl in Costa Rica                         |                       | [ 1 ] |
| Liechtenstein                    | 3. Februar          | Landtagswahl in Liechtenstein                        | 1970                  | |
| Vereinigtes Königreich           | 28. Februar         | Britische Unterhauswahl Februar                      | 1970                  | |
| BR Deutschland                   | 3. März             | Bürgerschaftswahl in Hamburg                         | 1970                  | |
| Guatemala                        | 3. März             | Parlamentswahl in Guatemala                          |                       | [ 2 ] |
| Belgien                          | 10. März            | Parlamentswahl in Belgien                            |                       | [ 3 ] |
| El Salvador                      | 10. März            | Parlamentswahl in El Salvador                        | 1972                  | [ 4 ] |
| Jugoslawien                      | 16. März – 10. Mai  | Parlamentswahl in Jugoslawien                        |                       | [ 5 ] |
| Österreich                       | 31. März            | Landtagswahl in Salzburg                             | 1969                  | |
| Kolumbien                        | 21. April           | Parlamentswahl in Kolumbien                          |                       | [ 6 ] |
| Südafrika                        | 24. April           | Parlamentswahl in Südafrika                          |                       | [ 7 ] |
| Frankreich                       | 5. und 19. Mai      | Präsidentschaftswahl in Frankreich                   | 1969                  | |
| BR Deutschland                   | 5. Mai              | Kommunalwahlen im Saarland                           | 1968                  | |
| BR Deutschland                   | 15. Mai             | Wahl des deutschen Bundespräsidenten                 | 1969                  | |
| Dominikanische Republik          | 16. Mai             | Parlamentswahl in der Dominikanischen Republik       |                       | [ 8 ] |
| Australien                       | 18. Mai             | Parlamentswahl in Australien                         | 1972                  | [ 9 ] |
| DDR                              | 19. Mai             | Kommunalwahlen in der DDR                            | 1970                  | |
| Luxemburg                        | 26. Mai             | Parlamentswahl in Luxemburg                          |                       | [ 10 ] |
| Südafrika                        | 30. Mai             | Wahl zum Senat in Südafrika                          |                       | [ 7 ] |
| BR Deutschland                   | 9. Juni             | Landtagswahl in Niedersachsen                        | 1970                  | |
| Österreich                       | 9. Juni             | Landtagswahl in Niederösterreich                     | 1969                  | |
| Sowjetunion                      | 16. Juni            | Parlamentswahl in der Sowjetunion                    |                       | [ 11 ] |
| Österreich                       | 23. Juni            | Bundespräsidentenwahl in Österreich                  | 1971                  | |
| Island                           | 30. Juni            | Parlamentswahl in Island                             |                       | [ 12 ] |
| Kanada                           | 8. Juli             | Kanadische Unterhauswahl                             | 1972                  | |
| Rhodesien                        | 30. Juli            | Parlamentswahl in Rhodesien                          |                       | |
| Indien                           | 17. August          | Präsidentschaftswahl in Indien                       | 1969                  | |
| Malaysia                         | 17. Aug. – 14. Sep. | Parlamentswahl in Malaysia                           |                       | [ 13 ] |
| Nicaragua                        | 1. September        | Parlamentswahl in Nicaragua                          |                       | [ 14 ] |
| San Marino                       | 8. September        | Parlamentswahl in San Marino                         | 1969                  | |
| Albanien                         | 6. Oktober          | Parlamentswahl in Albanien                           |                       | [ 15 ] |
| Vereinigtes Königreich           | 10. Oktober         | Britische Unterhauswahl Oktober                      | 1974 (Feb)            | Wahl im Februar hatte keine eindeutige Mehrheit im Parlament erbracht und zu einem hung parliament geführt |
| Kenia                            | 14. Oktober         | Parlamentswahlen in Kenia                            | 1969                  | |
| Österreich                       | 20. Oktober         | Landtagswahl in der Steiermark                       | 1970                  | |
| Österreich                       | 20. Oktober         | Landtagswahl in Vorarlberg                           | 1969                  | |
| Botswana                         | 26. Oktober         | Parlamentswahl in Botswana                           |                       | [ 16 ] |
| BR Deutschland                   | 27. Oktober         | Landtagswahl in Bayern                               | 1970                  | |
| BR Deutschland                   | 27. Oktober         | Landtagswahl in Hessen                               | 1970                  | |
| Tunesien                         | 3. November         | Parlamentswahl in Tunesien                           |                       | [ 17 ] |
| Vereinigte Staaten               | 5. November         | Wahl zum Senat der Vereinigten Staaten               | 1972                  | |
| Vereinigte Staaten               | 5. November         | Wahl zum Repräsentantenhaus der Vereinigten Staaten  | 1972                  | |
| Vereinigte Staaten               | 5. November         | Gouverneurswahlen in den Vereinigten Staaten         | 1971                  | |
| Treuhandgebiet Pazifische Inseln | 5. November         | Parlamentswahlen im Treuhandgebiet Pazifische Inseln | 1972                  | |
| Färöer                           | 7. November         | Løgtingswahl                                         | 1970                  | |
| Brasilien                        | 15. November        | Parlamentswahl in Brasilien                          |                       | [ 18 ] |
| Griechenland                     | 17. November        | Parlamentswahl in Griechenland                       | 1964                  | |
| Griechenland                     | 8. Dezember         | Griechisches Referendum                              |                       | |
| Komoren                          | 22. Dezember        | Unabhängigkeitsreferendum auf den Komoren            |                       | |
| Guinea                           | 27. Dezember        | Präsidentschaftswahl in Guinea                       | 1968                  | |